# Выход (квесты)
выХод — компания, которая представляет сеть квестов в реальности. Сегодня под этим брендом открыт 91 квест в России и Республике Казахстан.
В Москве «ВыХод» стал первым квестом, предложившим сценарий для большой команды — в «Игру престолов» может играть одновременно до 12 человек. В 2015 году «выХод» получила международную премию «Лидеры туриндустрии» в номинации «Лучший проект событийного туризма в Москве».

## Описание
Формат квестов в реальности создан по мотивам популярного в середине 90-х жанра компьютерных игр Escape the room («Выйти из комнаты»). В замкнутой локации запирается команда человек, и за один час они должны суметь выйти из комнаты, решая задачи в тематике квеста, взаимодействуя с различными предметами и используя логику. Если одного часа на прохождение квеста не хватило, двери комнаты всё равно откроются, но участники выйдут из неё проигравшими.
Первые квесты под брендом «Выхода» — «Х-перимент», «Бункер» и «Семь Грехов» появились в самом центре Новосибирска в 2013 году.
По данным компании 2ГИС, Новосибирск занимает первое место в России вместе с Казанью по числу квестов на 100 тысяч населения..

## Финансовая сторона
В строительство первых трех квестов в Новосибирске было вложено около 1 млн рублей, в строительство команты по Игре престолов — 3-4 млн рублей.
Открыто более 120 локаций в 38 городах России, ещё 20 в стадии постройки.
Стоимость участия в квесте — от 1500 до 4500 рублей с команды, в зависимости от города.
Воплощение проекта от идеи в реальность в среднем занимает около полугода, в этот срок входит и проработка идеи, и написание сценария, на который уходит около 2-3 месяцев, и создание локации вместе с интерьером

## Развитие
Компания активно развивает франчайзинговую сеть. Открыты представительства в Казахстане, запланировано открытие в Брюсселе, Германии.
В сентябре 2016 года открылся первый детский квест в Новосибирске.

## Персоналии
Создатели «выХода» — Роман Автухов и Роман Купецкий, бывшие жители Новосибирска, которые занимаются организацией и проведением мероприятий под брэндом «Свои Люди»